# Jacqueline Moudeina
Jacqueline Moudeina (Koumra, Txad, 17 d'abril de 1957) és una advocada i activista pels drets humans txadiana que, des de 1998, treballà en el dossier de les víctimes d'Hissène Habré, fet pel qual ha estat amenaçada i ferida a un atemptat. Des del 2015, intervingué al procés de l'antic dirigent del país des de Dakar.

## Biografia

### Formació i exili al Congo-Brazzaville
Procedent de la regió de Mandoul, al sud del Txad, Jacqueline Moudeina va créixer òrfena; el seu pare, un conegut metge, va morir per una intoxicació algunes setmanes després del naixement de la seva filla. Després d'haver cursat el batxillerat a la capital N'Djamena, es va inscriure el 1979 a la Universitat de N'Djamena. No obstant, la guerra civil del Txad (1979 – 1982), i el règim de terror instaurat a continuació pel dictador Hissène Habré de 1982 a 1990, la van obligar a abandonar el país amb el seu marit. Entre 1982 i 1995, va viure en l'exili a Brazzaville, a la República del Congo, on es va llicenciar en Dret. El 1993, es va adherir a la secció congolesa de l'organització de defensa dels drets humans ATPDH (Associació Txadiana per la Promoció i la Defensa dels Drets Humans), fundada al Txad poc abans.

### Advocada de les víctimes de la dictadura de Habré
Va tornar al seu país d'origen l'any 1995, es va inscriure al Col·legi d'Advocats i es va posar al servei del despatx txadià de la ATPDH a N'Djamena, esdevenint així l'una de les primeres dones al Txad en treballar com a ajudant jurídica. Des d'aleshores, es comprometé en particular pels drets de les dones, els nens i els grups discriminats, i lluità, afrontant la indiferència de les autoritats en la matèria, contra la impunitat sobre les violacions dels drets humans.
Des de 1998, es convertí en l'advocada de les víctimes del règim de Hissène Habré. Una comissió d'investigació creada a l'acabar el seu règim, va acusar Hauré de ser responsable de prop de 40.000 assassinats polítics: hauria ordenat la massacre de membres de l'ètnia Sara (1984), Hadjerai (1987) i Zaghawa (1989). El 1990 es va refugiar al Senegal, on durant un temps va portar una vida de luxe. El 2000, Jacqueline Moudeina va dipositar una denuncia contra ell al Senegal, que fou desestimada pel tribunal suprem del Senegal, per manca de competències. Modeina i les víctimes que representava van intentar llavors dur a Habré davant un tribunal de justícia a Bèlgica, en virtut del principi de la competència universal en matèria de crims contra la humanitat. El jutge inculpà en Habré de crims contra la humanitat, de crims de guerra i de genocidi, i va dictar contra ell una ordre de detenció internacional. La Unió Africana va sol·licitar que Habré fos jutjat al Senegal, al·legant que cap cap d'Estat no podia ser condemnat fora del continent africà; el 2011 es va decidir que no s'iniciaria cap procediment contra Habré en aquest país. Moudeina intentà de nou que Hauré fos jutjat a Bèlgica. El juliol de 2011, el Txad va fer una demanda oficial d'extradició a Bèlgica. La situació es va desbloquejar després de l'elecció de Macky Sall com a President del Senegal, a l'abril de 2012, amb una mida cautelar del Tribunal Internacional de Justícia el juliol del mateix any. Per la demanda de la Unió africana, es va constituir un tribunal especial a Dakar per jutjar a Hissène Habré. El judici va començar el juliol de 2015 i Moudeina hi coordinà el col·lectiu d'advocats de les víctimes.

### Altres afers portats per la ATPDH
El 2004, Jacqueline Moudeina fou elegida presidenta de l'Associació Txadiana per la Promoció i la Defensa dels Drets Humans. L'organització ofereix seminaris de formació per nens i cursos d'instrucció sanitària sobre la Sida. La lluita contra l'esclavatge dels nens és un dels principals afers d'acció de l'associació; la pobresa i manca d'estudis avoquen a molts camperols del Txad a vendre els seus nens, per l'equivalent a una desena de dòlars americans, a ramaders que cerquen mà d'obra barata. També molts nens són segrestats i, si no compleixen les seves tasques tal com exigeixen els ramaders, se'ls hi pega i fins i tot són assassinats. L'associació s'esforça en posar fi a aquestes pràctiques establint cercles de vigilància i també atorgant ajuts financers als camperols.
Per altra banda, Jacqueline Moudeina vetllà pel respecte als drets humans durant la construcció d'un oleoducte per connectar els camps petrolífers dels voltants de Doba amb la ciutat portuària de Kribi al Camerun, vigilant sobretot el pagament d'indemnitzacions adients en els casos de danys ambientals.

### Agressions i amenaces de mort
L'11 de juny de 2001, mentre participava en una manifestació pacífica contra les manipulacions electorals a N'Djamena, va ser greument ferida per una granada de mà que li va llençar un soldat. Com a conseqüència va estar ingressada 15 mesos en un hospital i en un centre de rehabilitació a França; diverses estelles de la granada no es van poder estreure de la seva cama i la molesten al caminar. Encara que se li va recomanar que es quedés a França, va decidir tornar a casa. Poc abans del Nadal de 2003, uns desconeguts van irrompre al seu despatx i el van registrar. A començaments de l'any 2008, sovint va ser intimidada pel part de les autoritats del seu país després que ella i la seva organització van revelar que el govern del president Idriss Déby també enviava nens-soldats a la guerra entre el Txad i Sudan, part del conflicte del Darfur. Després de nombroses amenaces de mort va haver de refugiar-se a la base militar francesa de N'Djamena i va sol·licitar asil polític a França.

## Distincions
- Premi Martin Ennals per Defensors dels Drets Humans (2002)
- Right Livelihood Award (2011)
- Premi franco-alemany als Drets Humans i l'Estat de Dret (2016)[9]